# Evansdale (Iowa)
Evansdale – miasto w Stanach Zjednoczonych, w stanie Iowa, w hrabstwie Black Hawk. W 2000 roku liczyło 4526 mieszkańców.